# Fumi Hirano
Fumi Hirano (平野文?, Hirano Fumi; Tokyo, 23 aprile 1955) è un'attrice, doppiatrice e cantante giapponese, principalmente conosciuta per il suo ruolo di Lamù nell'omonimo anime.

## Ruoli

### Serie televisive
- Akūdaisensaku Scramble (Sexy / Dūrī)
- Anime Sanjūshi (Miredi)
- Blue Comet SPT Layzner (Simone)
- Kikōkai Garian (Hirumuka)
- Mobile Suit Gundam SEED (Aisha in Special Edition)
- Pro Golfer Sar (Benihachi)
- Rumiko Takahashi Anthology (Kanna)
- Stop!! Hibari-kun! (Tsugumi Ōzora)
- Urusei Yatsura (Lamù)
- Detective Conan (Rumi Wakasa)
- DanDaDan (Hana)

### Film
- Film di Urusei Yatsura (Lamù)
- Lupin III - La leggenda dell'oro di Babilonia (Caramel)
- Magical Taruruuto-kun
- Detective Conan: Requiem per un detective (Reiko Shimizu)
- Eiga Pretty Cure All Stars New Stage 3 - Eien no tomodachi (Maamu)

### OVA
- Ariel (Simone Trefan)
- Legend of the Galactic Heroes (Dominique Saint-Pierre)
- MD Geist
- Outlanders
- Shōchū-hai Lemon Love 30s  Ame ni Nurete mo
- Urusei Yatsura (Lamù)

### Videogiochi
- Urusei yatsura - Stay with You (Lamù)
- Mobile Suit Gundam SEED: Alliance vs. Z.A.F.T. (Aisha)
- Injustice: Gods Among Us (Catwoman)
- Tales of Berseria (Grimoirh)
- Xenoblade Chronicles 3 (H)
- Tactics Ogre: Reborn (Deneb Rove)